# Calling the Wild
Calling The Wild je sedmé studiové album německé zpěvačky Doro. Bylo vydáno v roce 2000.

## Seznam skladeb
1. Kiss Me Lika A Cobra - 03:18
2. Dedication (I Give My Blood) - 03:54
3. Burn It Up - 02:45
4. Give Me A Reason - 04:19
5. Who You Love - 03:51
6. Scarred - 04:39
7. Ich Will Alles - 02:26
8. White Wedding - 04:37
9. I Wanna Live - 02:42
10. Love Me Forever - 05:15
11. Fuel - 03:50
12. Constant Danger - 03:39
13. Black Rose - 03:43
14. Now Or Never (Hope In The Darkest Hour) - 03:51
15. Danke - 02:57
16. Alone Again - 04:20
17. I Want More - 02:26